# Sportsvogn
En sportsvogn er en lille, ofte to-sæders, to-dørs bil med høj ydeevne og gode styreegenskaber.
Sportsvogne kan være spartanske eller luksuriøse, men høj manvøredygtighed og lav vægt er en forudsætning.